# 方楷
方楷（？—？年），字以正，钦天监官籍，南直隶宿松縣人。明朝政治人物。

## 生平
正德九年（1514年）甲戌科二甲第三十四名進士，授刑部主事，历升郎中，世宗继位，以江西平逆濠有功，加俸一级。嘉靖元年（1522年）二月升山东布政使司右参议。十三年任户部郎中，管理昌平户部分司。历官江西布政司左参政。